# 브세틴

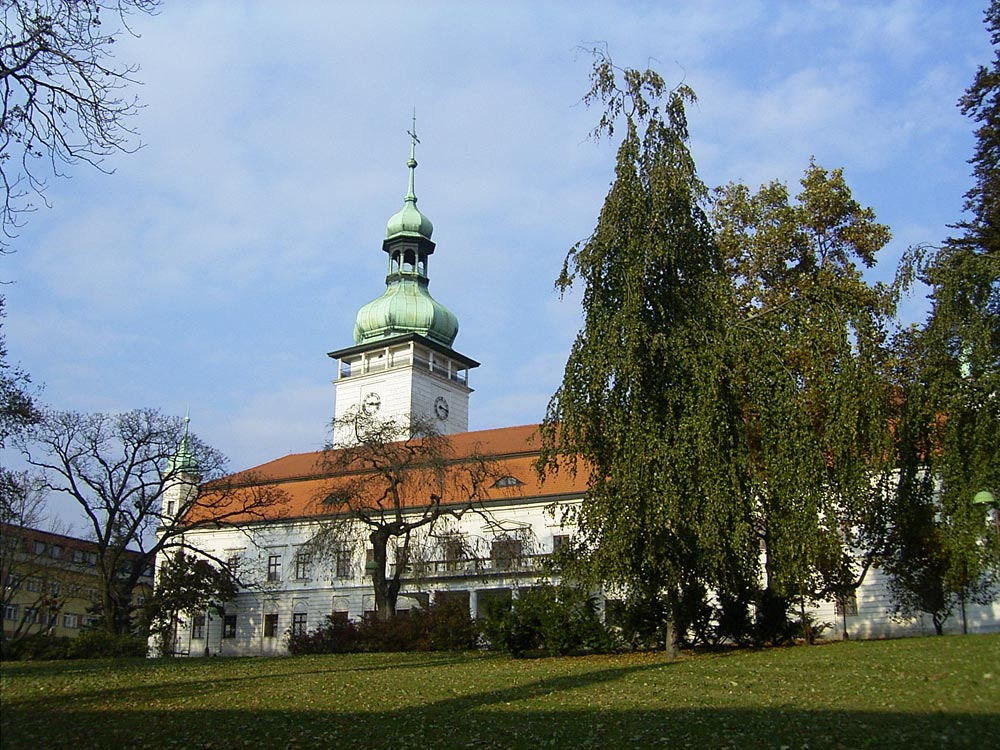
브세틴 성

브세틴(체코어: Vsetín)은 체코 즐린주에 위치한 도시로 면적은 57.62km2, 높이는 342m, 인구는 26,504명(2015년 기준)이다. 행정 구역상으로는 브세틴구에 속한다.
베치바강 좌안의 지류인 브세틴스카베치바강(Vsetínská Bečva) 어귀에 위치하며 즐린에서 북동쪽으로 약 25km, 슬로바키아 질리나에서 서쪽으로 약 34km 정도 떨어진 곳에 위치한다. 1308년에 작성된 성전기사단 문헌에 처음 등장했다. 원래는 소규모 도시였으나 20세기에 산업, 경제, 문화의 중심지로 성장했다.

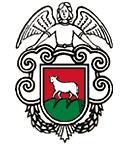
시 문장

## 인구
| 연도           | 인구   | ±%     |
| -------------- | ------ | ------ |
| 1869           | 5,107  | —      |
| 1880           | 6,061  | +18.7% |
| 1890           | 7,869  | +29.8% |
| 1900           | 8,869  | +12.7% |
| 1910           | 10,123 | +14.1% |
| 1921           | 9,382  | −7.3%  |
| 1930           | 9,727  | +3.7%  |
| 1950           | 16,625 | +70.9% |
| 1961           | 18,213 | +9.6%  |
| 1970           | 22,108 | +21.4% |
| 1980           | 27,932 | +26.3% |
| 1991           | 29,661 | +6.2%  |
| 2001           | 29,190 | −1.6%  |
| 2011           | 26,638 | −8.7%  |
| 2021           | 24,958 | −6.3%  |
| 출처: Censuses |        |        |